# Угъюм
Угъюм — река в России, течёт по территории Корткеросского района и Княжпогостского района Республики Коми. Впадает в озеро Синдорское с юго-восточной стороны на высоте 129 м над уровнем моря. Длина реки составляет 19 км.

## Данные водного реестра
По данным государственного водного реестра России относится к Двинско-Печорскому бассейновому округу, водохозяйственный участок реки — Вычегда от города Сыктывкар и до устья, речной подбассейн реки — Вычегда. Речной бассейн реки — Северная Двина.
Код объекта в государственном водном реестре — 03020200212103000021944.